# هيلين كلاي بيدرسن
هيلين كلاي بيدرسن (بالدنماركية: Helen Clay Pedersen)‏ هي ناشطة حقوق المرأة ‏ دنماركية، ولدت في 27 مايو 1862 في لندن في المملكة المتحدة، وتوفيت في 16 أبريل 1950 في كولدنغ في الدنمارك.